# Morten Skjønsberg
Morten Morisbak Skjønsberg (ur. 12 lutego 1983 w Bærum) – norweski piłkarz, grający na pozycji obrońcy.

## Kariera klubowa
Nyman profesjonalną karierę rozpoczął w klubie Stabæk Fotball. Występował w tym klubie aż przez dziesięć sezonów. Na początku 2012 roku wyjechał do Szwecji i podpisał umowę z IFK Norrköping. W 2014 wrócił do Stabæku.

## Kariera reprezentacyjna
W reprezentacji Norwegii zadebiutował 19 listopada 2008 roku w towarzyskim meczu przeciwko Ukrainie. Na boisku pojawił się w 58 minucie meczu.
| Mecze i gole w reprezentacji | Mecze i gole w reprezentacji | Mecze i gole w reprezentacji | Mecze i gole w reprezentacji | Mecze i gole w reprezentacji | Mecze i gole w reprezentacji | Mecze i gole w reprezentacji |
| #                            | Data                         | Stadion                      | Rywal                        | Wynik                        | Gol                          | Rozgrywki                    |
| 2008                         | 2008                         | 2008                         | 2008                         | 2008                         | 2008                         | 2008                         |
| ---------------------------- | ---------------------------- | ---------------------------- | ---------------------------- | ---------------------------- | ---------------------------- | ---------------------------- |
| 1.                           | 19.11.2008                   | Dniepropietrowsk, Ukraina    | Ukraina                      | 0:1                          | 0                            | towarzyski                   |

## Sukcesy
Stabæk Fotball
- Mistrzostwo Norwegii: 2008